# Hypothiocyanite
L'hypothiocyanite est un anion de formule semi-développée −O-S-C≡N naturellement présent dans les muqueuses. On a identifié l'importance de son rôle et de son action tout d'abord dans le lait, puis dans la salive et en 2006, dans les sécrétions pulmonaires. L'hypothiocyanite, avec la lactoferrine, le lysozyme fait partie des premières lignes de défense du système immunitaire du corps humain face l'attaque d'agents infectieux et en particulier des microorganismes pathogènes.  Ce composé antimicrobien est absent chez les malades atteints de mucoviscidose.

## Chimie
L'hypothiocyanite est la  base conjuguée de l'acide hypothiocyanique (H–O–S–C≡N). Il peut être considéré comme un composé inorganique faisant partie de la famille des thiocyanates car il contient le groupe fonctionnel SCN−. L'OSCN− est formé quand un atome d'oxygène est lié au groupe thiocyanate via une catalyse enzymatique
L'hypothiocyanite (également appelé hypothiocyanate) est produit par la mise en contact de peroxyde d'hydrogène et de thiocyanate en présence d'une peroxydase (myéloperoxydase, lactoperoxydase).
H2O2 + SCN− → OSCN− + H2O

## Bactéricide
L'hypothiocyanite est produit naturellement par le système immunitaire antimicrobien des muqueuses dans une réaction d'oxydo-réduction réalisée par une peroxydase. Il est étudié intensivement pour ses capacités  antimicrobiennes importantes a distinguo des antibiotiques car il est inoffensif pour les cellules du corps humain tout en étant cytotoxique pour les bactéries

## Mode d'action
Pruitt. et al. (Pruitt KM, 1982) ont montré que les produits de catalyse de la lactoperoxydase avaient des actions antibactériennes. Le principal produit d'oxydation, l'anion hypothiocyanite, OSCN− est produit pour une quantité d'environ 1 mole par mole de peroxyde d'hydrogène. Au pH optimal de 5,3, l'OSCN−est en équilibre avec HOSCN.  L'acide  HOSCN est considéré comme le plus bactéricide des deux formes (Thomas EL, 1983). À un pH de 7, on a évalué que HOSCN représente 2 % à comparer OSCN−98 % (Thomas EL, 1981)
L'action d'OSCN− sur les bactéries est signalé comme  une action sur les groupements sulfhydryls (SH) (Aune et Thomas, 1978; Ekstrand. Et al. 1985). Ainsi, il a un mode d'action sur les micro-organismes complètement différent des antibiotiques. L'anion hypothiocyanite n'attaque pas l'ADN et n'est pas mutagène (White et al, 1983).
L'OSCN− a également été identifié comme un agent antimicrobien important dans le lait, la salive, les larmes…

## Lien avec la mucoviscidose

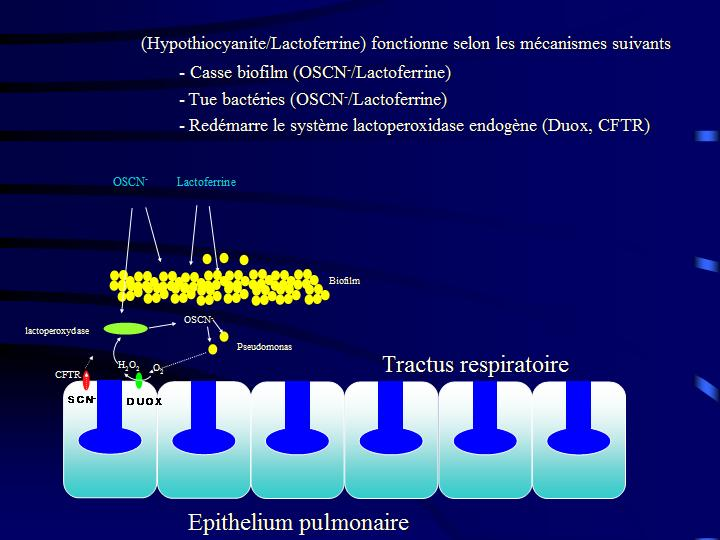
Schéma de fonctionnement

Initialement, il a été découvert que le composé hypothiocyanite OSCN− était manquant chez les personnes atteintes de mucoviscidose (Banfi 2007) et de ce fait, le système de défense immunitaire antimicrobien du poumon ne pouvait fonctionner correctement. Dès lors, le mucus se développe, les bactéries ne sont plus ni évacuées ni tuées. Le manque d'OSCN− ajouté au déficit en lactoferrine (Singh, Nature 2002) conduit ensuite à une difficulté a évacuer le mucus et à des infections bactériennes. En parallèle, on assiste à des inflammations répétées des muqueuses, inflammations générées non seulement par les bactéries mais également par le peroxyde d'hydrogène H2O2 produit par les protéines duox et non détoxifiées par les lactoperoxydases (Conner et al ,, Rada et al ,, Fisher et al )
Un produit contenant de l'hypothiocyanite OSCN−/ lactoferrine, Meveol a reçu récemment le statut de médicament orphelin pour le traitement de la mucoviscidose à la fois par l'agence européenne EMEA et la FDA américaine.

## Large efficacité
Liste non exhaustive :
- Bactéries (+Gram, -Gram) :
  - Acinetobacter species
  - Aeromonas hydrophila
  - Bacillus brevis
  - Bacillus Cereus
  - Bacillus megaterium
  - Bacillus subtilis
  - Burkholderia cepacia
  - Campylobacter jejuni
  - Capnocytophaga ochracea
  - Corynebacterium xerosis
  - Enterobacter cloacae
  - Escherichia coli
  - Haemophilus influenzae
  - Helicobacter Pylori
  - Klebsiella oxytoca
  - Klebsiella pneumoniae
  - Legionella
  - Listeria monocytogenes
  - Micrococcus luteus
  - Mycobacterium smegmatis
  - Staphylococcus aureus (ainsi que les MRSA)
  - Neisseria species
  - Pseudomonas aeruginosa
  - Pseudomonas pyocyanea
  - Salmonella species
  - Selenomonas sputigena
  - Shigella sonnei
  - Staphylococcus aerogenes
  - Streptococcus agalactiae
  - Streptococcus faecalis
  - Streptococcus mutans
  - Wolinella recta
  - Xanthomonas campestris
  - Yersinia enterocolitica
- Virus[15] :
  - Virus de l'Herpes simplex, HSV
  - Virus de l'immunodéficience humaine, VIH
  - Virus respiratoire syncytial, VRS
  - Echovirus 11
  - Virus de la grippe

- Levures et moisissures :
  - Candida albicans
  - Aspergillus niger
  - Colletotrichum musae
  - Colletotrichum gloeosporioide
  - Botryodiplodia theobromae
  - Fusarium monoliforme
  - Fusarium oxysporum
  - Rhodotula rubra
  - Byssochlamys fulva
  - Sclerotinia